# Nettoeinkommen
Das Nettoeinkommen (englisch net income) eines Privathaushalts ist dasjenige Einkommen, das nach Abzug bestimmter Ausgaben vom Bruttoeinkommen übrig bleibt.
Die bestimmten Ausgaben sind Abgaben, Steuern und Beiträge für Pflichtversicherungen und werden vom Bruttoeinkommen abgezogen. Das Nettoeinkommen ist deshalb stets niedriger als das Bruttoeinkommen.
Der Begriff des Nettoeinkommens ist einer der vielen Ausprägungen des Oberbegriffs Einkommen. Dies ist in den Wirtschaftswissenschaften ein häufig verwendetes Aggregat, das in der Volkswirtschaftslehre als Nationaleinkommen (ebenfalls unterteilt in Brutto- und Nettonationaleinkommen), Volkseinkommen und Faktoreinkommen der Produktionsfaktoren vorkommt. Letzteres ist das Faktoreinkommen des Faktors Arbeit (Arbeitseinkommen), Boden (Bodenertrag) und Kapital (Zinsertrag).

## Einkunftsarten
Steuerrechtlich wird Einkommen aus den sieben Einkunftsarten erzielt, was auch für das Nettoeinkommen maßgeblich ist:
| Einkunftsart                             | Kurzbezeichnung                 | Rechtsgrundlage               |
| ---------------------------------------- | ------------------------------- | ----------------------------- |
| Einkünfte aus nichtselbständiger Arbeit  | Arbeitseinkommen                | § 19 EStG                     |
| Einkünfte aus Kapitalvermögen            | Kapitalertrag                   | § 20 EStG                     |
| Einkünfte aus Vermietung und Verpachtung | Immobiliarmiete                 | § 21 EStG                     |
| Einkünfte aus Land- und Forstwirtschaft  | Bodenertrag                     | § 13, § 13a, § 14, § 14a EStG |
| Einkünfte aus Gewerbebetrieb             | Gewinn                          | § 15, § 16, § 17 EStG         |
| Einkünfte aus selbständiger Arbeit       | Unternehmerlohn                 | § 18 EStG                     |
| Sonstige Einkünfte                       | Altersrente, Veräußerungsgewinn | § 22, § 23 EStG               |

Aus diesen Einkunftsarten fließen zunächst Bruttoeinkommen zu, von denen artspezifische Abzüge vorgenommen werden müssen, um zum Nettoeinkommen zu gelangen.

### Nettoeinkommen der Arbeitnehmer
Das Nettoeinkommen der Arbeitnehmer errechnet sich wie folgt:
```
     
Bruttoeinkommen

     - 
direkte Steuern
 (
Einkommensteuer
, 
Kirchensteuer
)
     - 
Sozialversicherungsbeitrag
: 
       
Arbeitslosenversicherung
, 
gesetzliche Krankenversicherung
, 
gesetzliche Pflegeversicherung
, 
gesetzliche Rentenversicherung

     + 
Transfereinkommen

     - 
Transferzahlungen

     = Nettoeinkommen 
```

Zum Nettoeinkommen gehören auch die Transfereinkommen (netto) vom Staat (etwa Arbeitslosengeld, Kindergeld), während die freiwilligen Transferzahlungen des Privathaushalts (Geschenke, Spenden) abgezogen werden.
Die zum Nettoeinkommen führenden Ausgaben müssen im Rahmen der Finanzanalyse dahingehend untersucht werden, ob sie zwangsweise durch Gesetze erforderlich sind (fixe Ausgaben wie Steuern oder Zwangsbeiträge für Sozialversicherungen) oder ob sie freiwillig erfolgen (wie Versicherungsprämien für die Lebensversicherung). Nur auf letztere kann ein Privathaushalt verzichten und dadurch sein Nettoeinkommen steigern. 

### Nettoeinkommen der Selbständigen
Das Nettoeinkommen der Selbständigen ist der Betrag, der nach Abzug der Betriebskosten, Abgaben und Steuern verbleibt.

### Nettoeinkommen der Unternehmen
Bei Unternehmen heißt das Bruttoeinkommen Gewinn vor Steuern und das Nettoeinkommen Jahresüberschuss (oder Gewinn nach Steuern).

## Verwendung des Nettoeinkommens
Das Nettoeinkommen {\displaystyle Y} ist die Ausgangsgröße für Konsum {\displaystyle C} und Sparen {\displaystyle S}:
{\displaystyle Y=C+S}.
Das nicht für den Konsum verbrauchte  Nettoeinkommen (Konsumverweigerung, Konsumverzicht) wird gespart, so dass Sparen häufig eine Residualgröße darstellt.
Als Bestandteil einer volkswirtschaftlichen oder betriebswirtschaftlichen Kennzahl dient das  
Nettoeinkommen etwa beim Gini-Koeffizienten bzw. der Einzelhandelszentralität, Mietbelastungsquote oder dem Schuldendienstdeckungsgrad. Das Pro-Kopf-Einkommen beruht dagegen auf dem Bruttoeinkommen.
In der Kreditwürdigkeitsprüfung und beim Kreditscoring spielt das Nettoeinkommen eine wichtige Rolle, weil es die Grundlage für den Schuldendienst darstellt. Der aus Kredittilgungen und Kreditzinsen bestehende Schuldendienst verringert das Nettoeinkommen, das in Höhe des Schuldendienstes nicht für andere Ausgabenzwecke zur Verfügung steht. 

## Bruttoeinkommen
Das Bruttoeinkommen ist das nach dem Arbeitsvertrag und Tarifvertrag dem Arbeitnehmer zustehende Arbeitseinkommen, bei dem die Abzüge unberücksichtigt bleiben. 
Das jährliche Bruttoeinkommen stellt sich für einzelne Branchen wie folgt dar:
| Wirtschaftszweig                                                 | Bruttoeinkommen in Euro 2022 |
| ---------------------------------------------------------------- | ---------------------------- |
| Bauwirtschaft                                                    | 46.410                       |
| Bergbau                                                          | 56.019                       |
| Energieversorgung                                                | 71.683                       |
| Erziehung und Unterricht                                         | 58.597                       |
| Finanzwesen (Kreditinstitute und Versicherungsunternehmen)       | 81.929                       |
| freiberufliche wissenschaftliche und technische Dienstleistungen | 68.820                       |
| Gastgewerbe                                                      | 26.820                       |
| Gesundheits- und Sozialwesen                                     | 53.084                       |
| Handel                                                           | 50.182                       |
| Immobilienwirtschaft                                             | 59.907                       |
| Information und Kommunikation                                    | 81.929                       |
| Kunst, Unterhaltung und Erholung                                 | 54.835                       |
| öffentliche Verwaltung, Landesverteidigung, Sozialversicherung   | 51.857                       |
| sonstige Dienstleistungen                                        | 51.140                       |
| verarbeitendes Gewerbe                                           | 57.253                       |
| Verkehr und Lagerhaltung                                         | 41.730                       |
| Wasserversorgung                                                 | 47.603                       |
| sonstige wirtschaftliche Dienstleistungen                        | 35.690                       |

Am meisten wird im Finanzsektor verdient, gefolgt von Information und Kommunikation. Die geringsten Einkommen gibt es im Gastgewerbe.
Das Bruttoeinkommen ist bei Vergleichen eine dem Nettoeinkommen vorzuziehende Größe, weil es die in der Person des Einkommensbeziehers liegenden individuellen Eigenheiten unberücksichtigt lässt. Werden dagegen Nettoeinkommen miteinander verglichen, führt dies zu Fehlinterpretationen. Beispielsweise verdient eine ledige Verkäuferin – bei gleichem Bruttoeinkommen – ein geringeres Nettoeinkommen als eine verheiratete Verkäuferin, wobei dieser Unterschied lediglich durch den Familienstand bedingt ist und keine besondere Aussagekraft entfaltet. Deshalb wird das Bruttoeinkommen beispielsweise der Berechnung des Durchschnittseinkommens oder der Abgabenquote zugrunde gelegt.

## Statistiken
Das jährliche Nettoeinkommen entwickelte sich in Deutschland wie folgt:
| Jahr | Nettoeinkommen in Euro |
| ---- | ---------------------- |
| 1992 | 15.330                 |
| 1995 | 15.966                 |
| 2000 | 16.887                 |
| 2002 | 17.717                 |
| 2005 | 18.283                 |
| 2010 | 19.659                 |
| 2012 | 20.730                 |
| 2015 | 22.347                 |
| 2018 | 24.100                 |
| 2020 | 25.049                 |
| 2022 | 26.928                 |
| 2023 | 29.110                 |

Jährliche Nettoeinkommen 2018 weltweit pro Person in US-Dollar:
| Land                   | Nettoeinkommen in US-Dollar 2018 | Abgabenquote in % |
| ---------------------- | -------------------------------- | ----------------- |
| Schweiz                | 58.864                           | 28,0              |
| Luxemburg              | 46.593                           | 38,6              |
| Island                 | 45.390                           | 34,9              |
| Südkorea               | 44.892                           | 31,9              |
| Niederlande            | 43.835                           | 39,7              |
| Australien             | 41.655                           | 27,5              |
| Vereinigtes Königreich | 41.608                           | 33,5              |
| Japan                  | 41.139                           | 33,2              |
| Norwegen               | 40.834                           | 42,2              |
| Vereinigte Staaten     | 39.211                           | 26,6              |
| Belgien                | 38.703                           | 42,0              |
| Deutschland            | 38.100                           | 39,5              |

In der Schweiz wird innerhalb der OECD mit Abstand am meisten netto verdient. Dabei ist jedoch zu berücksichtigen, dass das dortige Preisniveau sehr hoch ist. Belgien und Deutschland sind Schlusslichter, weil die Abzüge im Vergleich zu anderen Staaten sehr hoch sind.

## Wirtschaftliche Aspekte
Werden die Abzüge (direkte Steuern und Beiträge) verändert, so wirkt sich dies sofort auf die Nettoeinkommen aus. Entsprechend wirkt eine Steuererhöhung kontraktiv, eine Steuersenkung expansiv auf die Nettoeinkommen und damit auf Konsum und Sparen. Soll Inflation/Deflation berücksichtigt werden, muss das Aggregat des Realeinkommens (Reallohn/Nominallohn) verwendet werden. 
Vom statistischen Bundesamt wird auch der Begriff „Verfügbares Einkommen“ verwendet, bei dem anderweitige Einnahmen/Ausgaben berücksichtigt werden, die bei den unterschiedlichen Einkommensgruppen auftreten können.
Mit dem Nettoeinkommen als Größe sind betriebswirtschaftliche Kennzahlen wie Mietbelastungsquote und Schuldendienstquote verbunden. 